# Еспаньола
Еспаньола (на испански: La Española) е вторият по големина, след Куба, остров в Големите Антилски острови. Площта му възлиза на 76 192 km². На него са разположени държавите Хаити (на запад) и Доминиканската република (на изток).

## Географска характеристика

### Географско положение, граници, големина, брегове
Остров Еспаньола е разположен между островите Куба и Ямайка на запад, от които го отделят съответно протоците Наветрен (ширина 80 km) и Ямайка (190 km). На изток протока Мона (110 km) го отделя от остров Пуерто Рико. Дължината му от запад на изток е 635 km, а ширината 241 km. Бреговете му са предимно от риасов тип, високи, стръмни, силно разчленени от многобройни заливи и полуострови. Най-големите заливи са: Гонаив (на западното крайбрежие), Байя Ескосеса, Самана (по северното), Окоа, Нейба (по южното). В близост са разположени и няколко острова – Тортуга, Гонаив, Ваш, Беата и др.

### Геоложки строеж, релеф, води
Остров Еспаньола е изграден предимно от вулканични и седиментни скали с мезокайнозойска възраст. Често явление са силните земетресения. Релефът му е много разнообразен. През целия остров от запад-северозапад на изток-югоизток се простират четири системи от нагънато-блокови хребети, редуващи се с тектонски падини: Кордилера Септептрионал – на север, Кордилера Сентрал с връх Дуарте (3176 m, най-високата точка на острова) – в центъра, хребетите Мато, Сиера де Нейба, От, Сел и Сиера де Баоруко – на юг. Всички те са разделени от низината Сибао, през която протичат реките Яке дел Норте и Юна, Централното плато и падината Кюл дьо Сак с безотточните езера Енрикильо (под морското равнище) и Соматр. В югоизточната част се простира обширна крайбрежна равнина. На запад тече река Артибонит.

### Климат
Климатът е тропичен, пасатен. В низините и равнините средните месечни температури са от 23 до 29°С. Годишната сума на валежите по наветрените склонове достига до 2000 mm, а във вътрешните затворени долини – от 300 до 1300 mm. През есента през острова често преминават урагани.

### Растителност, животински свят
Районите на североизток и юг са заети от вечнозелени тропични гори с ценни дървесни видове (палмови, лаврови, подокарпови). Склоновете на Кордилера Сентрал са покрити с иглолистно-твърдолистни гори, а вътрешните райони – с листопадни гори и храсти. Големи участъци са обезлесени през вековете и са заети от плантации и градини, в които се отглеждат тропически култури. Бозайниците са представени предимно от прилепи и гризачи. Има много видове гущери, крокодили и птици.

## Историческа справка, население
Остров Еспаньола е открит на 6 декември 1492 г. от великия испански мореплавател Христофор Колумб по време на първата му експедиция. По време на испанското колонизиране, местоположението на острова в северната част на Карибско море предоставя отлично положение за контрол на испанското разширение в Куба, Мексико, Панама и Южна Америка. По това време островът често е наричан Санто Доминго по името на града, днес столица на Доминиканската република.
Еспаньола е островът с най-многобройно население в Северна и Южна Америка и десети по брой на населението в света. През 2014 г. на острова живеят 21 396 000 души.